# Pycreus gratissimus
Pycreus gratissimus là loài thực vật có hoa trong họ Cói. Loài này được Kitag. miêu tả khoa học đầu tiên năm 1935.